# محمد مال الله (لاعب كرة قدم قطري)
محمد مال الله الكبيسي لاعب كرة قدم قطري، ولد في (21 مارس 1984) .
كانت بداياته مع النادي العربي و إنتقل إلى نادي الوكرة في عام 2015 .

## روابط خارجية
- محمد مال الله على موقع Soccerway.com (الإنجليزية)